# Форміга (мікрорегіон)
Форміга (порт. Microrregião de Formiga) — мікрорегіон в Бразилії, входить в штат Мінас-Жерайс. Складова частина мезорегіону Захід штату Мінас-Жерайс. Населення стновить 152 995 чоловік на 2006 рік. Займає площу 4564,361 км². Густота населення — 33,5 чол./км².

## Склад мікрорегіону
До складу мікрорегіону включені наступні муніципалитети:
1. Аркус
2. Камашу
3. Коррегу-Фунду
4. Форміга
5. Ітапесеріка
6. Пайнс
7. Педра-ду-Індая
8. Пімента

| Бразилія | Це незавершена стаття з географії Бразилії. Ви можете допомогти проєкту, виправивши або дописавши її. |